# شيطان مقدس (فلم 1924)
شيطان مقدس (بالإنجليزية: A Sainted Devil) فيلم دراما أمريكي صامت، عرض عام 1924 من إخراج جوزيف هينابري وبطولة رودلف فالنتينو.

## روابط خارجية
- مقالات تستعمل روابط فنية بلا صلة مع ويكي بيانات